# Unión Latinoamericana (estación)
Unión Latinoamericana (también conocida por su acrónimo ULA) es una estación ferroviaria que forma parte de la red del Metro de Santiago de Chile. Se encuentra subterránea, entre las estaciones Estación Central y República de la línea 1. Se ubica en la Alameda del Libertador Bernardo O'Higgins a la altura del 2.700, en la comuna de Santiago.

## Características y entorno
Es una de las estaciones de más bajo flujo de pasajeros, ya que se ubica en una zona residencial con poco turismo y, pese a estar cerca de una zona de tipo comercial, la actividad se concentra en Estación Central, por su mayor tamaño y mejor infraestructura. En el entorno inmediato de la estación, se encuentran algunos colegios, liceos, universidades y compañías de recibo de pagos, además de la discoteca Blondie, el antiguo Portal Edwards y el Estadio Víctor Jara. La estación posee una afluencia diaria promedio de 18 771 pasajeros.

### Accesos
| Acceso | Intersección             |
| ------ | ------------------------ |
| A      | Alameda con Esperanza    |
| B      | Alameda con Libertad     |
| C      | Alameda con Abate Molina |

## Origen etimológico
Cabe destacar que el nombre «Unión Latinoamericana» constituye una variante porque la calle que se interseca con la Avenida Libertador Bernardo O'Higgins se llama "Unión Americana"; la interpretación es que la palabra «Latino(a)» entre las dos corresponde al sueño bolivariano que se ha tenido sobre la integración de los pueblos americanos.

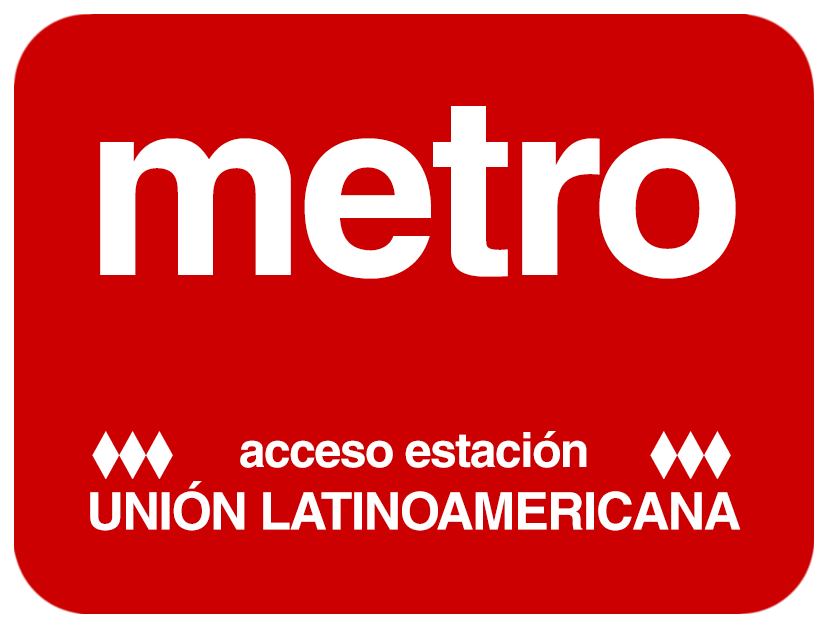
Letrero utilizado en los accesos a la estación hasta 1997.
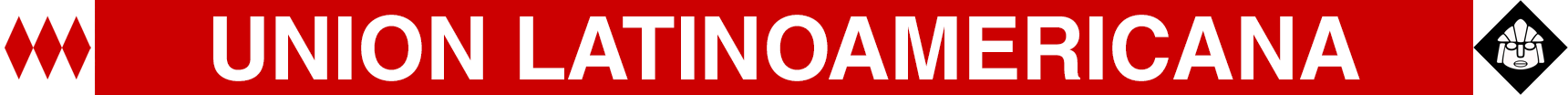
Cenefa antigua utilizada en los andenes.
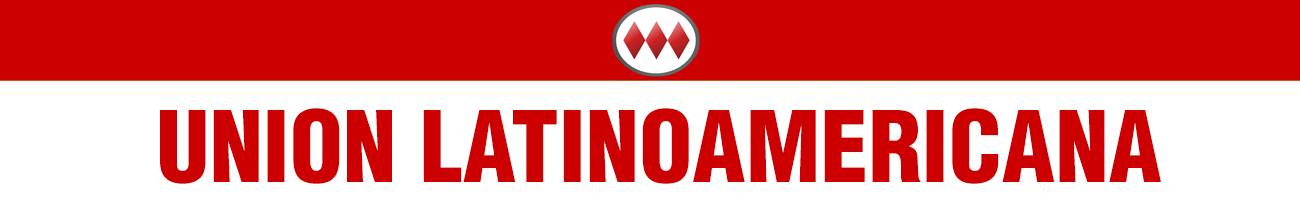
Cenefa utilizada actualmente en los andenes.

## Conexión con Red Metropolitana de Movilidad
La estación posee 8 paraderos de la Red Metropolitana de Movilidad en sus alrededores, los cuales corresponden a:
| Paradero/ Código                    | Recorridos |
| ----------------------------------- | --- |
| Parada 1 / Metro ULA (PA163)        | 106 (Peñalolén) - 109n (Plaza Italia) - 210 (Puente Alto) - 210v (Av. México) - 345 (Alameda) - 385 (Florida Center) - 404 (Mapocho) - 419 (Plaza Italia) - 422 (La Reina) - 423 (Plaza Italia) - 424 (Metro Universidad de Chile) - 481 (Plaza Italia) - I10n (Alameda) - I14n (Centro)              |
| Parada 2 / Metro ULA (PA551)        | 109n (Maipú) - 345 (Lo Espejo) - 510 (Pudahuel Sur) - 516 (Pudahuel Sur) - I10n (Villa Los Héroes) - J02 (Enea) - J05 (El Montijo) |
| Parada 3 / Metro ULA (PA335)        | 507 (Av. Grecia) - 510 (Río Claro) - 513 (José Arrieta) - 516 (Las Parcelas) |
| Parada 4 / Metro ULA (PA349)        | 106 (Nueva San Martín) - 109n (Maipú) - 401 (Maipú) - 404 (El Descanso) - 405 (Maipú) - 419 (Villa Los Héroes) - 421 (Maipú) - 423 (Nueva San Martín) - 424 (Pudahuel Sur) - 432n (Maipú) - 481 (Av. Portales) - 510 (Pudahuel Sur) - 516 (Pudahuel Sur) - 541n (El Tranque) - J10 (San Daniel)       |
| Parada 5 / Metro ULA (PA657)        | 401 (Las Condes) - 405 (Cantagallo) - 406 (Cantagallo) - 407 (Las Condes) - 412 (La Reina) - 418 (Av. Tobalaba) - 421 (San Carlos de Apoquindo) - 426 (La Dehesa) - 432n (La Reina) - 541n (Colón) - I09 (Metro Universidad de Chile) - I09e (Metro Universidad de Chile) - J10 (Parque de Los Reyes) |
| Parada 6 / Metro ULA (PA186)        | 210 (Estación Central) - 210v (Estación Central) - 345 (Lo Espejo) - 385 (Villa Francia) - 406 (Pudahuel) - 407 (Enea) - 412 (Enea) - 418 (Enea) - 422 (Población Teniente Merino) - 426 (Pudahuel) - 513 (El Montijo) - I10n (Villa Los Héroes) - I14n (Mall Plaza Oeste)                            |
| Parada / Estadio Víctor Jara (PA15) | 109 (Renca) - 109n (Plaza Italia) - 345 (Alameda) - 507 (Enea) - 511 (Cerro Navia) - B26 (Metro Los Libertadores) - I14 (Mall Plaza Oeste) - I18 (Metro ULA) |
| Esperanza esq. / Alameda (PA558)    | B28 (Fin del recorrido) - J02 (Fin del recorrido) - J05 (Fin del recorrido) - J16 (Fin del recorrido) |